# Freital
Freital là một thị xã ở huyện Sächsische Schweiz-Osterzgebirge, bang Sachsen, Đức. Đô thị Freital có diện tích 40,53 km².. Đô thị này tọa lạc bên sông nhỏ Weißeritz, 8 km về phía tây nam của Dresden.
Các đô thị giáp ranh
Phía đông là biên giới với thủ phủ bang Dresden. Các đô thị giáp ranh thuộc huyện Sächsische Schweiz-Osterzgebirge gồm Bannewitz, Höckendorf, Rabenau, Tharandt và Wilsdruff.
Các khu phố:
- Weißig
- Wurgwitz
- Deuben
- Döhlen
- Potschappel
- Hainsberg
- Kleinnaundorf
- Burgk
- Birkigt
- Zauckerode
- Saalhausen
- Pesterwitz
- Somsdorf